# Auguste Brouet
Pour les articles homonymes, voir Brouet (homonymie).
Auguste Brouet (Paris, 10 octobre 1872 - 8 novembre 1941) est un dessinateur, graveur et illustrateur français.

## Biographie
Issu d'un milieu modeste — il naît d'ailleurs à l'Hôtel-Dieu (Paris 4ème), de père inconnu, avant d'être reconnu quelques années plus tard — Auguste Brouet devient l'élève d'Eugène Quignolot (1847-1921) puis de Gustave Moreau à l'École des beaux-arts de Paris ; il reçoit également l'enseignement d'Auguste Delâtre et se lance dans la gravure à l'eau-forte, s'y montrant particulièrement doué. Il expose son travail à la Biennale de Venise de 1910.
Il illustre plusieurs ouvrages dont Mirèio Mireille, de Frédéric Mistral, pour lequel il a fourni des eaux-fortes originales qu'il a dessinées et gravées.
Après diverses expositions dont une première en mars 1922 à la galerie Barbazanges, il connaît un certain succès en 1922 et 1923. Gustave Geffroy lui consacre un catalogue raisonné en deux volumes répertoriant 270 entrées en 1929.
Il meurt en 1941 à l'hôpital Bichat (Paris 18ème), juste à côté des puces de Saint-Ouen qu'il a si souvent représentées. Une exposition posthume se tint à la galerie Drouant-David à Paris en 1946.

## Style

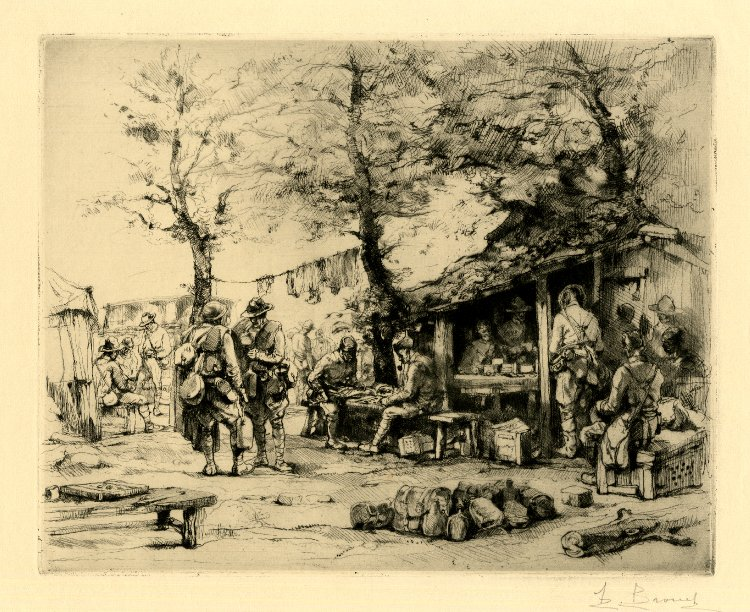
Cantine américaine au Bois Belant (1919), eau-forte, Londres, British Museum.

Brouet a laissé plus de quatre cents estampes. Il subit l'influence de Rembrandt dont il s'inspire fortement pour sa technique de gravure. Il puise ses sujets dans les milieux populaires et notamment dans le village de Montmartre avec ses prostituées, danseurs, cirques, intérieurs modestes, etc.
Graveur d'interprétation au début de sa carrière, il traduit dans le cuivre, en noir ou en couleur, les œuvres de peintres comme Rembrandt, Velasquez, Watteau, Chardin, Turner, Millet, Corot, Whistler ou Woog. Il illustre de nombreux livres dont ceux de Joris-Karl Huysmans (La Bièvre et Saint-Séverin, Le Drageoir aux épices, Marthe), Francis Carco (Jésus la Caille), André Suarès (Le Livre de L’émeraude).

### Oeuvres en collections publiques
Nemours, Château-Musée :
- Campement, eau-forte, 13,3 x 32,4 cm. 2022.0.71.
- Souvenir d'Italie, soleil couchant, eau-forte d'après Camille Corot, 45 x 55,5 cm. 2022.50.1.